# Ammophilomima triangulata
Ammophilomima triangulata là một loài ruồi trong họ Asilidae. Ammophilomima triangulata được Enderlein miêu tả năm 1914. Loài này phân bố ở miền Ấn Độ - Mã Lai.